# 甄
甄，中国先秦时代的地名，是今中華人民共和國山东省鄄城县的旧镇。
齐桓公于前681年在甄召集宋国、陈国等四国诸侯会盟。又据史载为战国軍事人物孙膑故里。西汉初置鄄城县。